# Iglesia de Santa María (Aínsa)
La colegiata de Santa María también conocida como iglesia de la Asunción se encuentra en la localidad oscense de Ainsa en la comunidad autónoma de Aragón en España.
Es de estilo románico. De gran magnitud y sobriedad, se trata de uno de los ejemplos más destacados del románico aragonés de la comarca de Sobrarbe.
Está declarada Bien de Interés Cultural (BIC).

## Historia

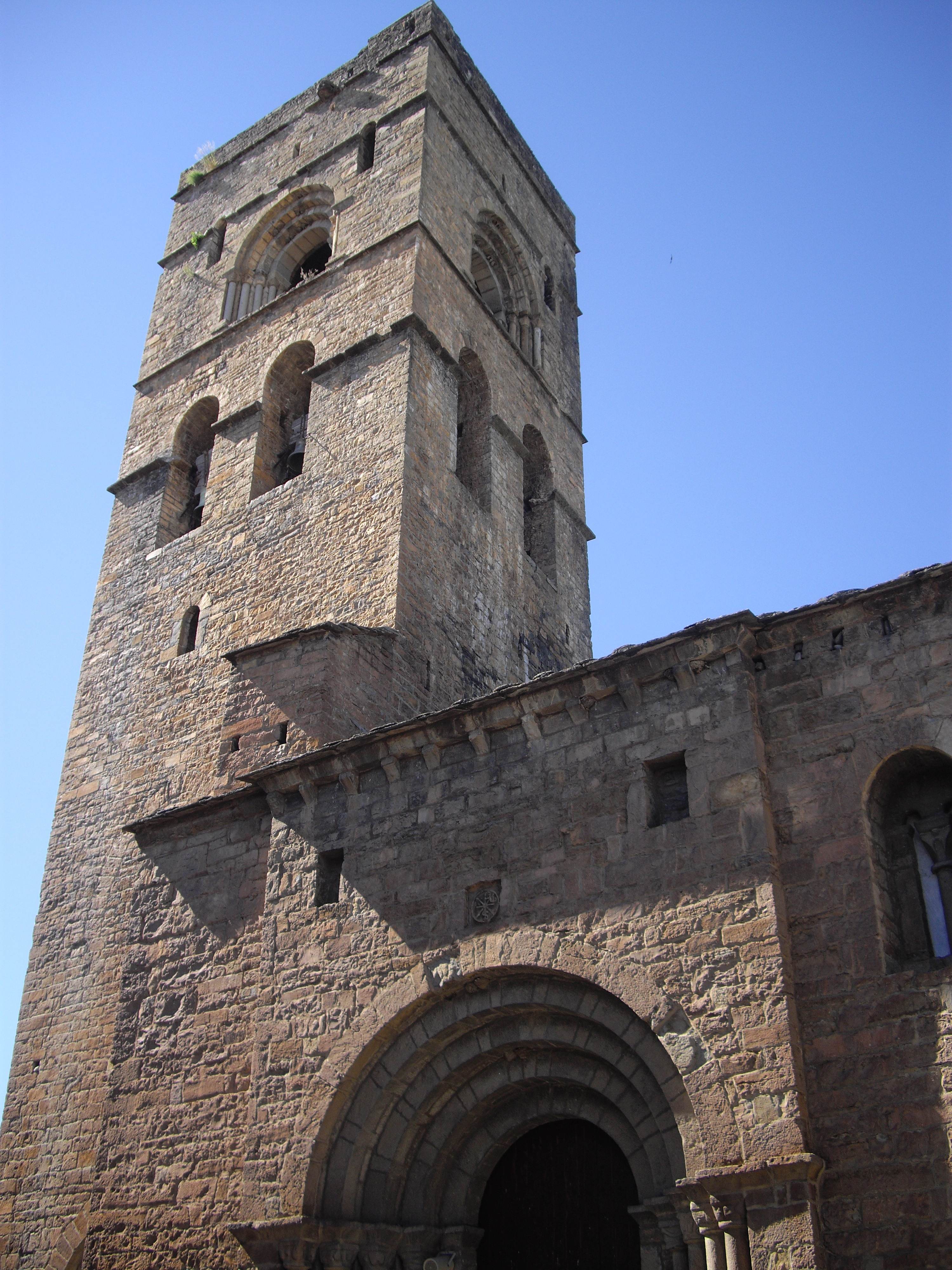
Santa María, portada y torre románicas

Su construcción comenzó a finales del siglo XI y terminó a mediados del XII. Se consagró el año 1181, tal y como consta documentalmente. El claustro se construyó en el siglo XIV. Hay testimonio documental del mal estado de la torre y el claustro precedente en el siglo XIV.
Posteriormente el templo se amplió en el siglo XVI con las capillas del presbiterio y la bóveda de la nave. En el XVII se añadió la sacristía.
Entre 1972 y 1974 el conjunto fue objeto una restauración integral.

## Descripción
Está compuesto por la iglesia, la cripta, el claustro y la torre.
La iglesia
Antiguamente tuvo el rango de colegiata. Está construida con sillarejo, tiene planta rectangular y ábside semicircular. Al sur se abre la portada que tiene cuatro arquivoltas sobre columnas. La decoración de los capiteles es rudimentaria, con elementos geométricos. Se observa la reutilización de un capitel como basa de una de las columnas. Sobre la clave se encuentra un crismón. 
El interior presenta formas sobrias y decoración austera características de la arquitectura románica. La cubierta de la nave es de bóveda de cañón, y aparece ligeramente apuntada en los pies. Anteriormente debió de estar dividida en tres tramos por dos arcos fajones cuyos únicos restos son las pilastras sobre las que apoyaban. Fue reconstruida en el siglo XVI. El ábside está cubierto con bóveda de cuarto de esfera, denominada "de horno", realiza en piedra de color rojizo. 
En el frente del altar se ha empotrado un crismón que procede de la iglesia de San Salvador, de la que quedan restos incorporados a una vivienda de la calle Mayor. Presiden el ábside un crucificado moderno y una Virgen del siglo XIII, de madera policromada, de estilo románico tardío que procedente de la localidad de Trincas, despoblada en el siglo XX. 
A los pies de la nave se encuentra el coro alto, que conserva su entrada primitiva por la torre. Bajo él se halla la pila bautismal. Es circular y no tiene decoración.
La cripta

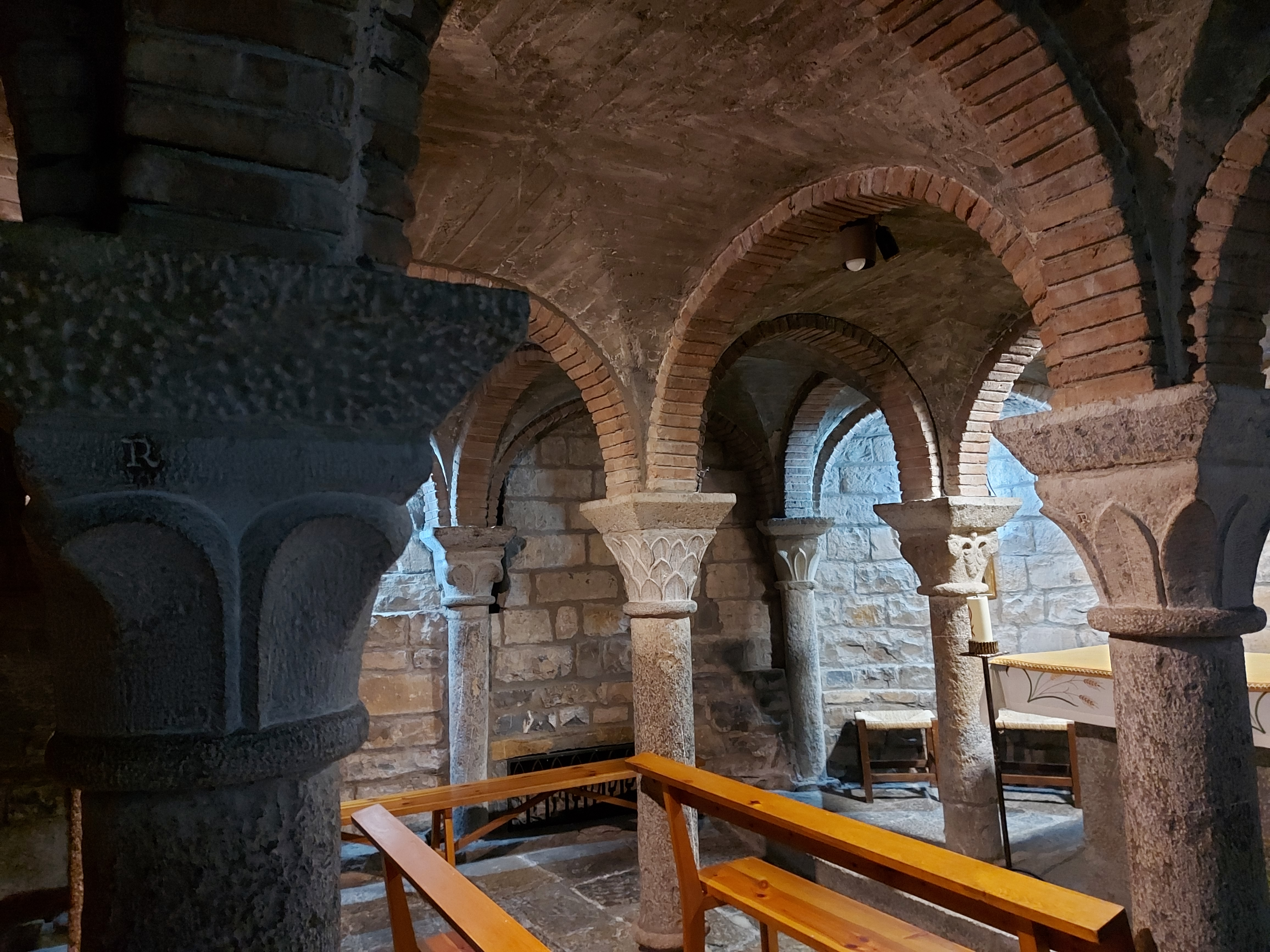
Cripta románica situada bajo el presbiterio

Se encuentra bajo el presbiterio y se accede a ella por dos escaleras situadas a ambos lados de la nave. Se trata de una pequeña estancia de tres naves y cuatro tramos, divididos por 18 columnas. Fue destruida en la Guerra Civil y reconstruida con posterioridad juntamente con el resto del templo. Seis capiteles son originales y el resto modernos, por lo que aparecen marcados con una "R". La bóveda, tras la restauración, es de hormigón armado y ladrillo.
La torre
La torre es el elemento más representativo por su tamaño y sobriedad. Está construida con sillarejo, tiene treinta metros de altura y consta de cinco cuerpos. El primero, que corresponde a la planta baja, sirve de pórtico o lonja y da acceso a la iglesia y al claustro. El contrafuerte que se aprecia desde el exterior alberga la escalera. Los cuerpos segundo y tercero muestran pequeños vanos y saeteras. El cuarto, con dos vanos en cada lado, sirve de campanario; en el quinto se abre en cada lado un ventanal de medio punto, abocinado, con cuatro arquivoltas y otros tantos pilares; los capiteles son de labra rudimentaria con temas geométricos y rostros humanos.Destaca especialmente su último piso, con ventanas de arcos de medio punto que descansan sobre capiteles y columnas. Lo cubre una cúpula con cuatro nervios de sección rectangular que descansa sobre trompas. Desde aquí se disfruta de una excelente vista panorámica de Aínsa. 
El claustro

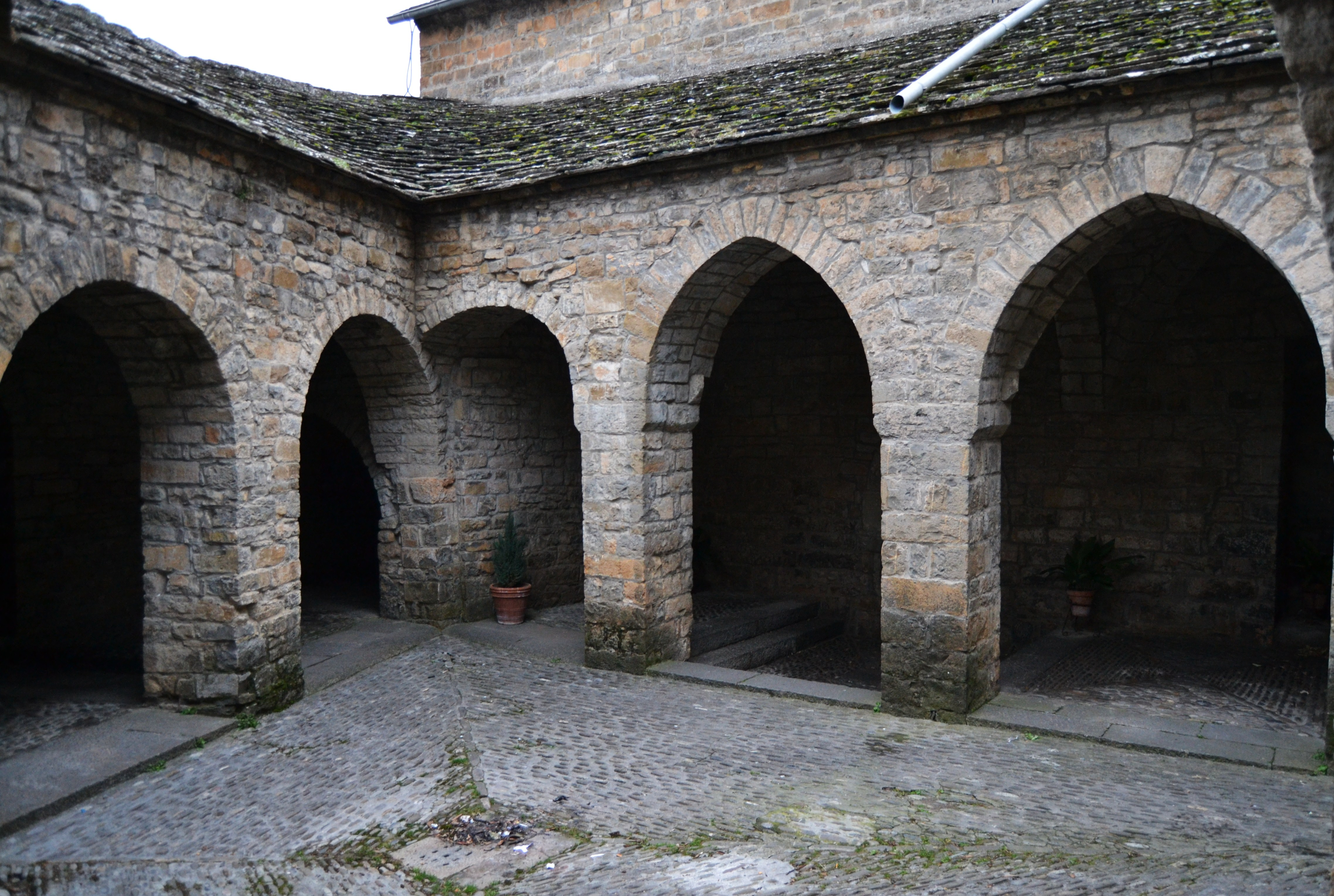
Claustro con arcos románicos y góticos

El claustro, construido en el siglo XIV, está adosado al norte de la nave. Tiene forma trapezoidal irregular y consta de un solo piso. Tiene arcos de medio punto y apuntados y está cubierto en sus distintos tramos por bóvedas de cañón y de crucería con nervios toscos de sección rectangular.
Estuvo cerrado por muros y cristaleras y guardó varios retablos, alguno de valor, que se perdieron en la Guerra Civil. Las pilas centrales tienen la función de recoger agua para mantener la humedad necesaria para el funcionamiento del pararrayos [cita requerida].

## Galería de imágenes

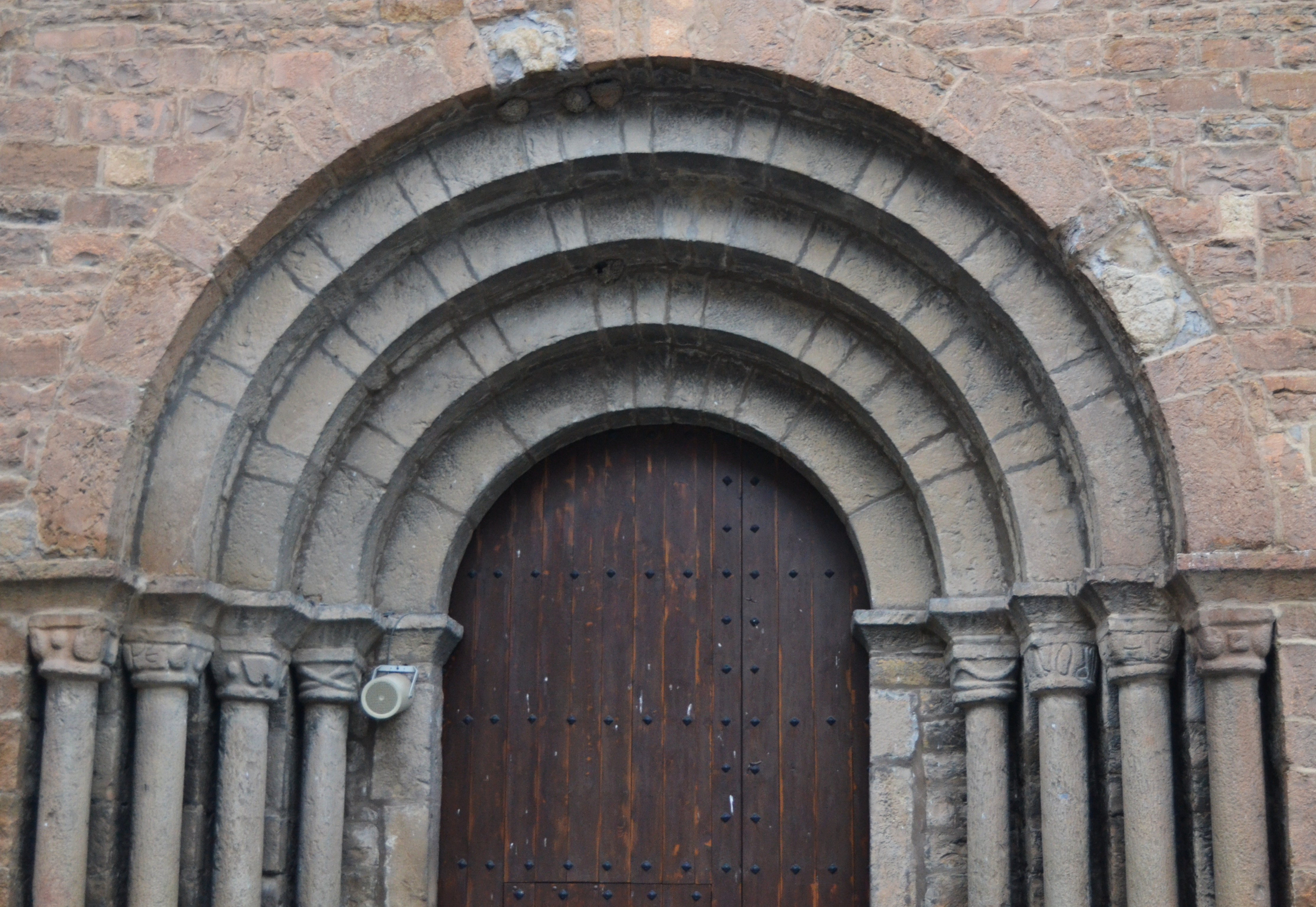
Portada románica
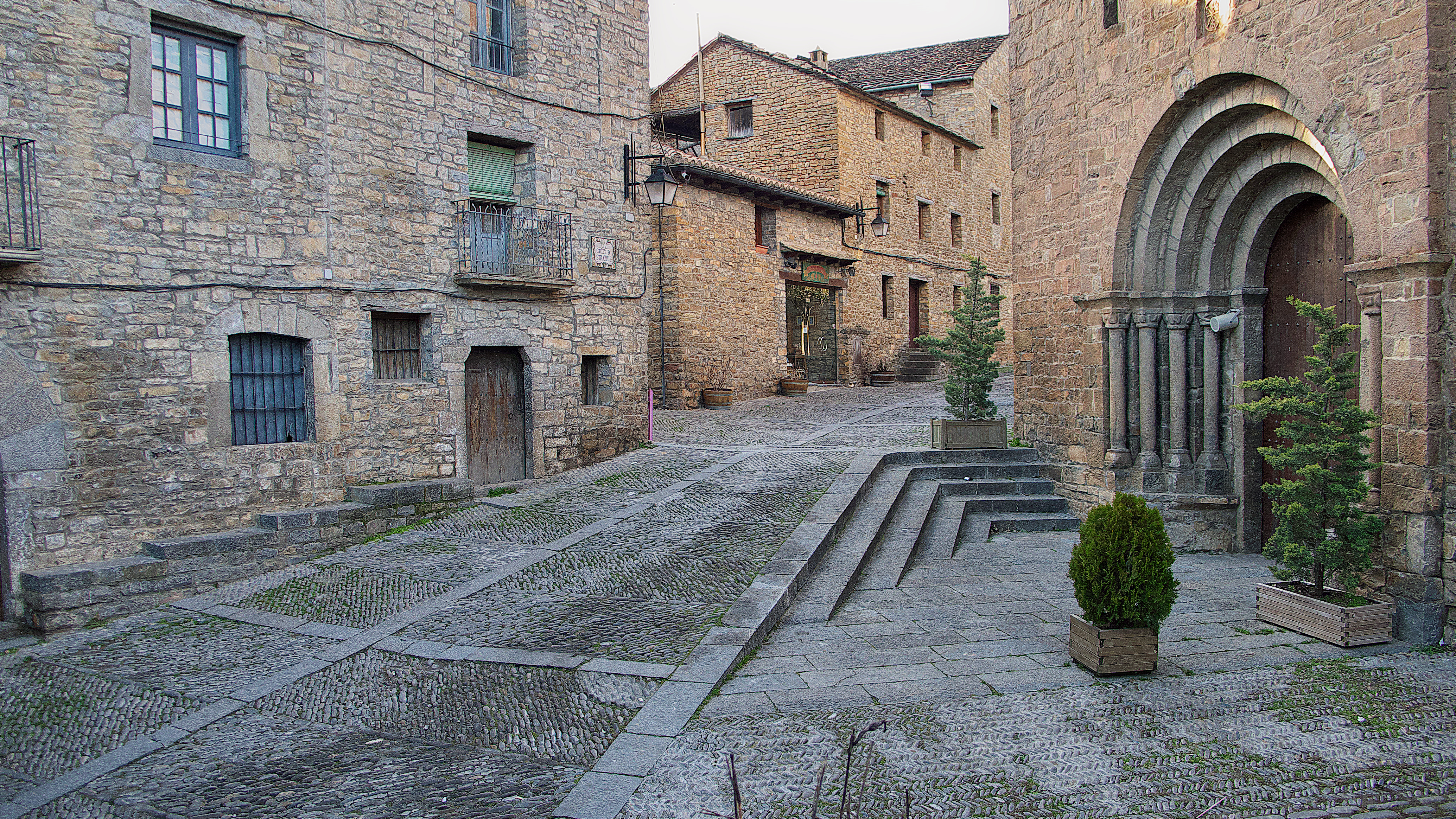
Portada de la iglesia colegial
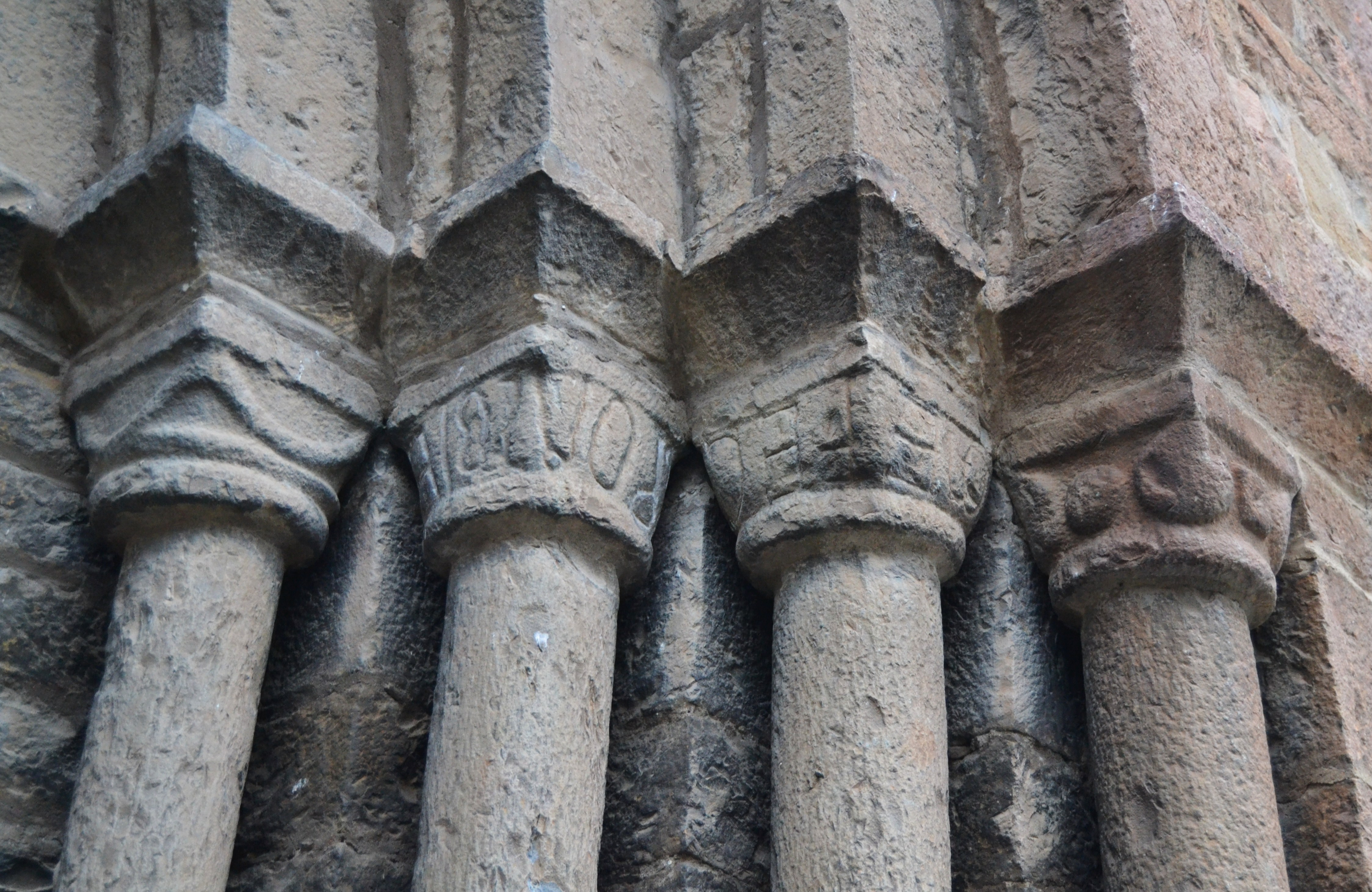
Capiteles de la portada
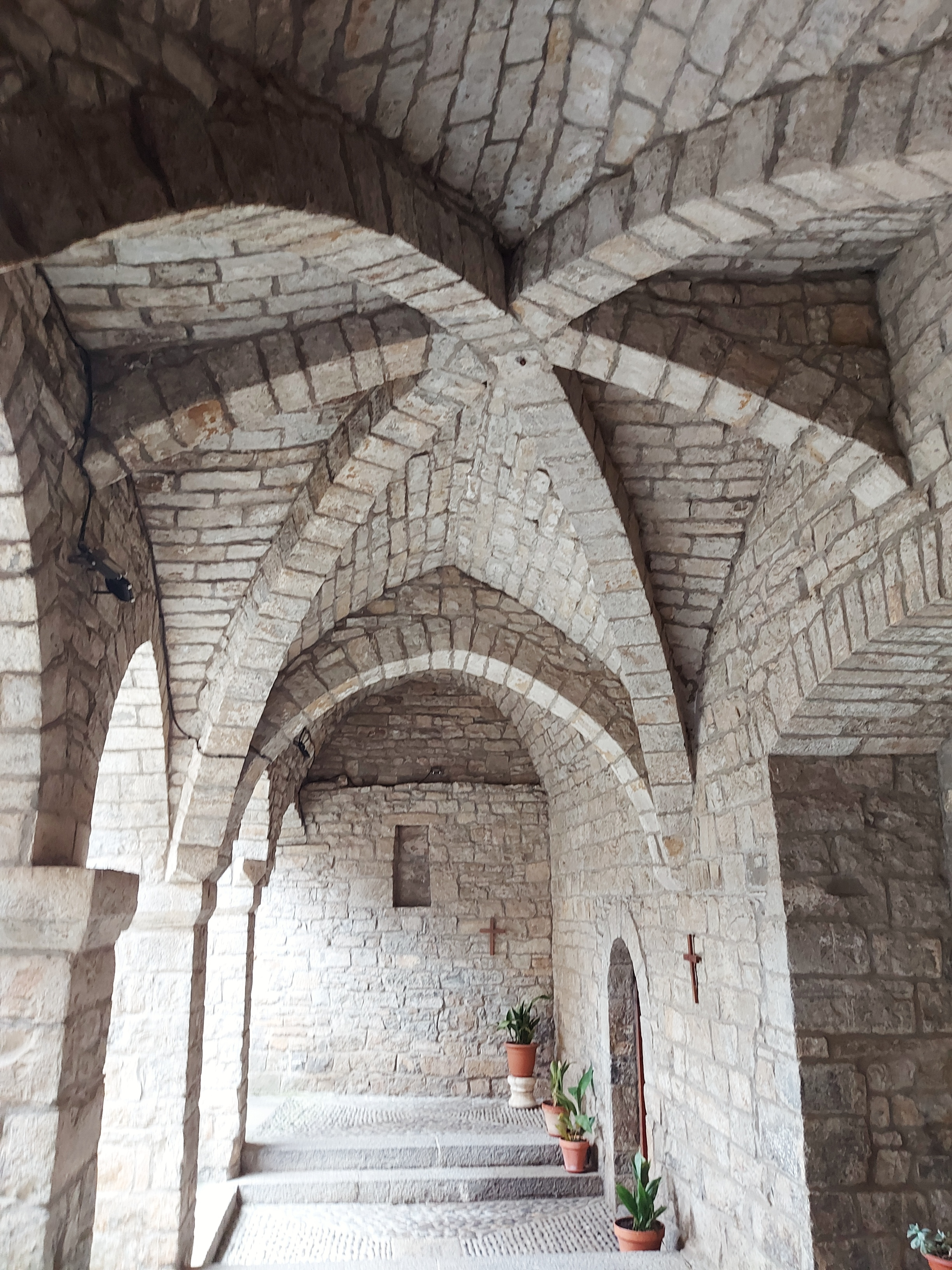
Claustro, bóveda de crucería
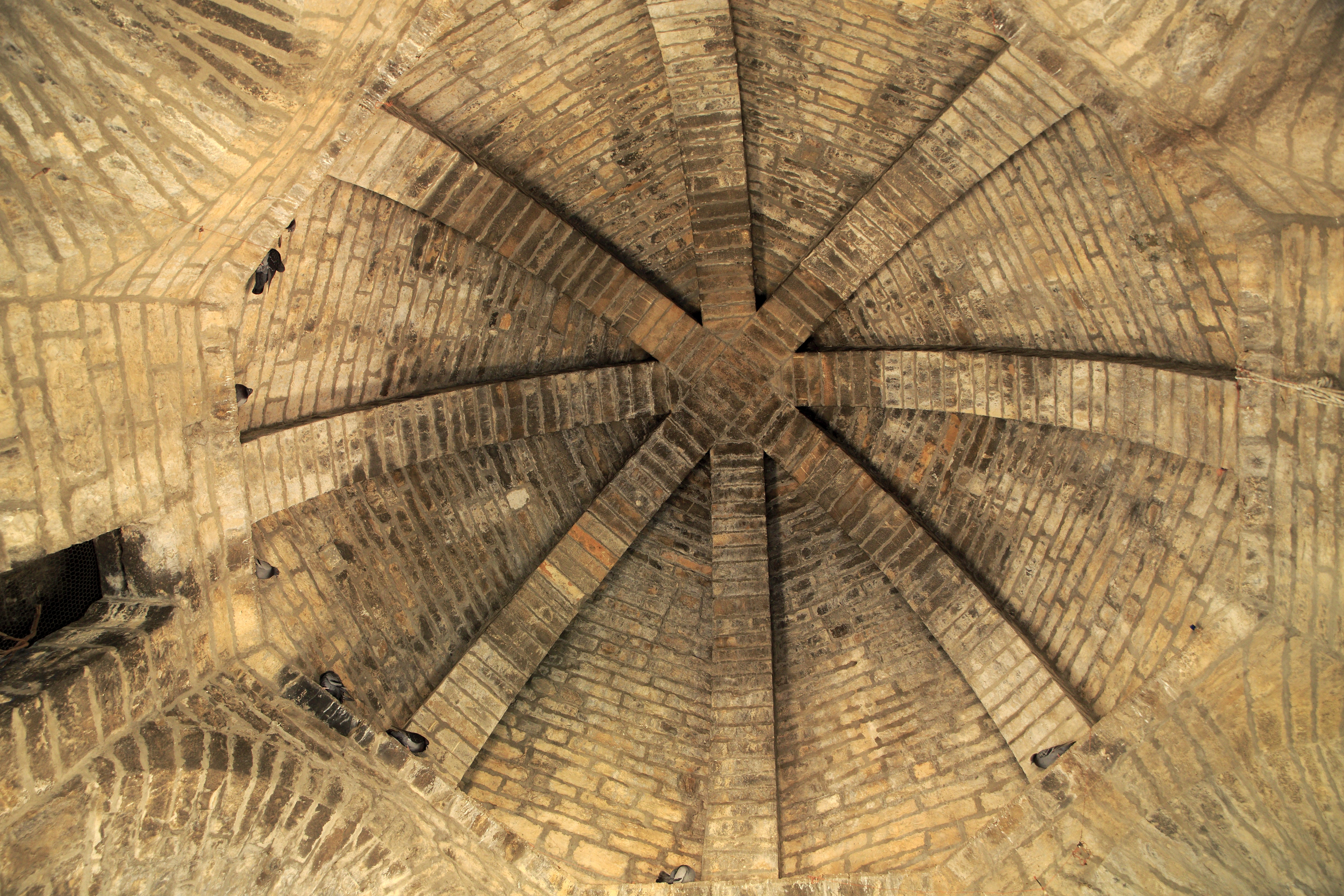
Torre, cúpula de nervios sobre trompas
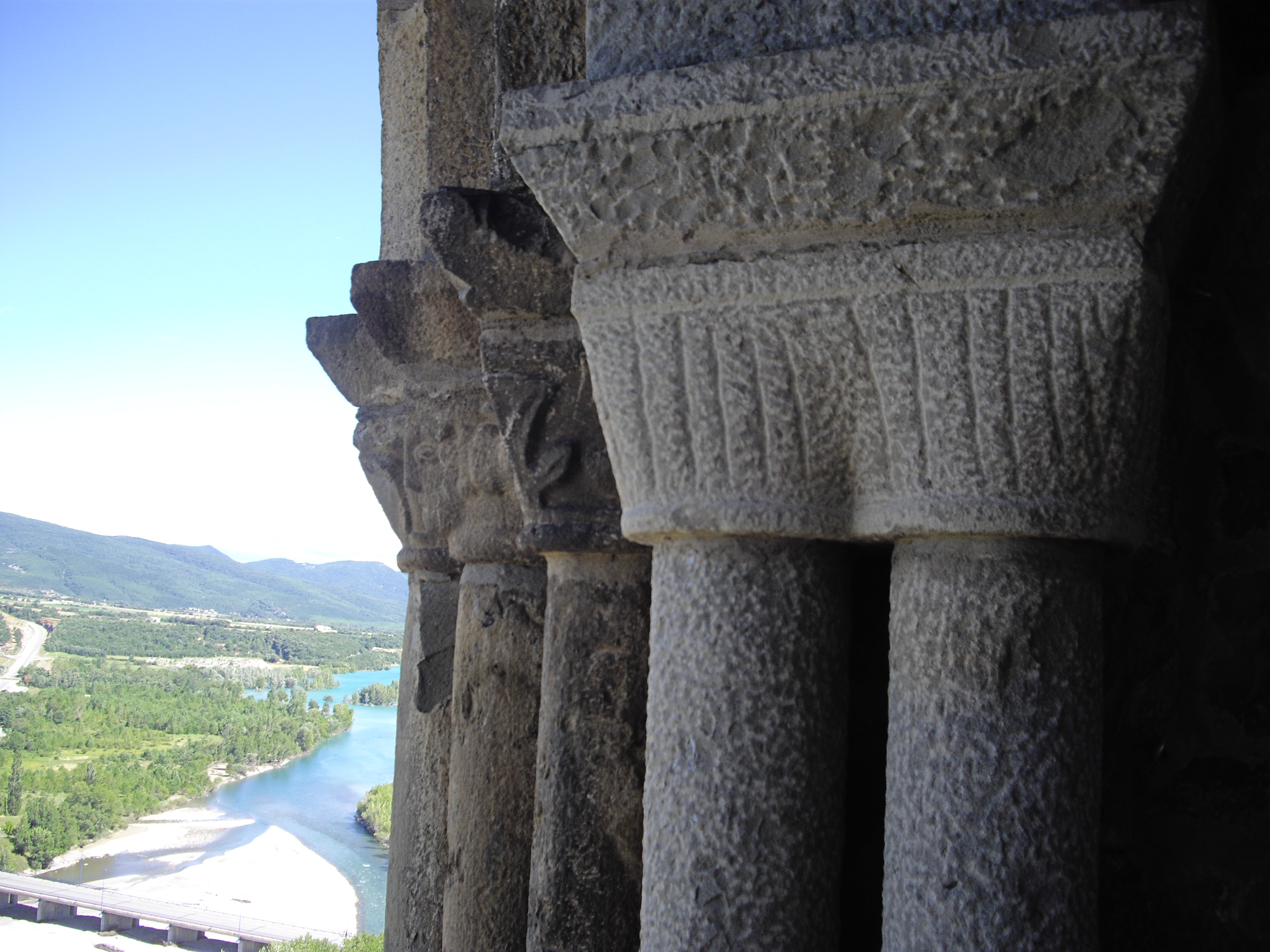
Capiteles de la torre